# フローニンゲン・エールデ空港
フローニンゲン・エールデ空港（フローニンゲン・エールデくうこう、英語:Groningen Airport Eelde ）とは、オランダのドレンテ州ティナールロ基礎自治体のエールデ地区にある民間空港である。フローニンゲンの南10kmの位置にある。
旅客輸送数においてオランダで5位（2006年現在、163,000人）の空港である。旅客便では、bmiがイギリスのアバディーンへの定期便を運航しているほか、KLMオランダ航空の航空学校（KLM flight academy）などが訓練施設を置いている。

## 就航航空会社と就航都市
| 航空会社                  | 就航地                                                                                                 |
| ------------------------- | --- |
| コレンドン航空            | 季節運航:アンタルヤ                                                                                    |
| Flybe                     | ロンドン/サウスエンド 季節チャーター便:ガーンジー(2019年4月28日就航予定)                               |
| ノルディカ                | コペンハーゲン(2018年12月29日運航終了) 、ミュンヘン(2018年12月29日運航終了)                            |
| トランサヴィア            | テネリフェ・スール 季節運航:イラクリオン、グラン・カナリア、パルマ・デ・マヨルカ、ファロ、ランサローテ |
| TUIフライ・ネーデルラント | グラン・カナリア                                                                                       |

## アクセス
バス
フローニンゲン駅より、50または52系統バスで所要時間25 - 35分（運行間隔1時間に3本）。